# Júnior Negrão
Pour les articles homonymes, voir Júnior.
Gleidionor Figueiredo Pinto Júnior, dit Júnior Negrão, est un footballeur brésilien né le 30 décembre 1986 à Salvador.

## Biographie
En 2020, il inscrit plus de 25 buts et devance Cristiano Ronaldo au compteur.

Il est pisté par de nombreux club européens.